# Mössbauer-rotor-experimenten

Een ^{57} Mössbauer absorptielaag is 9,3 cm verwijderd van de as van een ultracentrifuge en een ^{57}Co bron is opgesteld in het midden van de rotor bovenop een piëzoelektrische omzetter (PZT). Tijdens de rotatie verliezen de bron en absorptielaag hun resonantie.

De Mössbauer-rotor-experimenten zijn een reeks natuurkundige experimenten die zorgden voor een experimentele bevestiging van het relativistisch dopplereffect.
Deze rotor-experimenten werden uitgevoerd door H.J. Hay e.a. in 1960, door D.C. Champeney e.a  in 1963 en 1965, en door Walter Kündig 

## Opzet van de test
Een radioactieve bron bestaande uit de kobalt-isotoop 57Co werd op een piëzo-elektrische transducer geplaatst in het midden van een roterende schijf (0 tot 35000 toeren per minuut): een ultracentrifuge. Van daaruit werden gammastralen gezonden in de richting van een absorptielaag, die bevestigd was op de rand van de schijf. Deze absorptielaag bevat een groot aantal IJzer-57 (57Fe)-atomen. De absorptie in deze laag werd gemeten met een scintillatiemeter die stilstaand achter de absorptielaag werd opgesteld. Als de schijf niet roteert dan zal er bij een karakteristieke frequentie van de gammastralen een resonantie optreden tussen bron- en absorptielaag. De detector registreert op dat moment een minimum aantal gammadeeltjes omdat de meeste worden opgevangen door de absorptielaag. De relativiteitsleer voorspelt nu dat ten gevolge van de tijddilatatie deze resonantie zal afnemen wanneer de schijf roteert en de absorptielaag in beweging is. De grootte van dit effect kon worden waargenomen en gemeten door gebruik te maken van het Mössbauereffect. De maximale fout ten gevolge van de tijddilatatie bedroeg 10-5 en deze precisie was veel hoger dan degene die kon behaald worden met de Ives-Stillwell-experimenten.